# Andreas Abellon
Andreas Abellon (* 1375 in Saint-Maximin-la-Sainte-Baume (bei Marseille); † 15. Mai 1450 in Aix-en-Provence) war römisch-katholischer Priester, Dominikaner und Maler.

## Leben
Als junger Mann hörte Abellon den Dominikaner Vinzenz Ferrer predigen und entschloss sich, ins Kloster zu gehen. Vor dem Eintritt ins Kloster studierte er Malerei. Er trat in das Dominikanerkloster in seiner Heimatstadt Saint-Maximin-la-Sainte-Baume ein, dessen Prior er später wurde. Er war ein großer Verehrer von Maria Magdalena, die in der zum Kloster gehörenden Basilika  Ste-Marie-Madeleine der Legende nach beerdigt sein soll. Er war Professor der Theologie in Montpellier, Paris und Avignon, aber auch ein Prediger, der die Provence und das Comtat Venaissin evangelisierte. Andreas Abellon führte im Auftrag des Ordensmeisters Bartholomaeus Texier die Observanz in den Konventen zu Arles, Marseille und Aix-en-Provence ein.
Abellon gilt als großer Redner und als ein Reformer des Ordens.
Während in Aix im Jahr 1445 die Pest wütete, verblieb Abellon dort und kümmerte sich um die Kranken.
Seine künstlerischen Werke sind zumeist Zuschreibungen. Vermutlich war Abellon auch an der Ausmalung des Chors des Dominikanerkloster Saint-Maximin-la-Sainte-Baume beteiligt. Teile des Chors sind noch erhalten und zeigen Heilige.
Abellon starb am 15. Mai 1450 in Aix-en-Provence eines natürlichen Todes und wurde in dem Kloster beigesetzt, wo er lange gedient hatte.
André Abellon wurde am 19. August 1902 von Papst Leo XIII. seliggesprochen.
Sein Fest wurde auf den 15. Mai festgelegt.